# 優越感
優越感是由心理治療師阿爾弗雷德·阿德勒在20世紀初創造的名詞，也是其個體心理學理論的一部分。優越感是一種心理防衛機制，在一個人應對痛苦的自卑感時會產生並發展。有優越感情結的人通常會展現出自大、傲慢和蔑視他人的性格特徵，他們也可能會建立起以專橫、霸道甚至有攻擊性的行為模式來對待他人。

## 定义
阿爾弗雷德·阿德勒是第一個使用並在其個體心理學理論專著中探討“優越感”一詞的人在阿德勒的書中，自卑感和優越感作為因果關係交織在一起。。阿德勒認為，優越感本質來源於人需要克服潛在自卑情結。優越感是一种補償自卑感的过度矫正，而这是一種消極的、有害的心裡觀念。某些人在面對有自卑感帶來的困難時，會發出一種優越感來克服前者，而克服的形式主要是通過誇大自身的重要性。有優越感的人往往抱有英雄主義的幻想，或對成功與失敗有著錯誤的認知  。阿德勒認為，追求優越是人類的天性，然而理智的人不會將優越情結投射到他人之上或是瞧不起他人，而是將精力放在自我突破和腳踏實地的工作中。相比之下，那些擁有優越感的人卻充滿了自負的幻想並妄想著屬於自己的霸權。